# IC 115
IC 115 ist eine Linsenförmige Galaxie vom Hubble-Typ S0 mit aktivem Galaxienkern im Sternbild Fische auf der Ekliptik. Sie ist schätzungsweise 577 Millionen Lichtjahre von der Milchstraße entfernt und hat einen Durchmesser von etwa 115.000 Lichtjahren. Vom Sonnensystem aus entfernt sich die Galaxie mit einer errechneten Radialgeschwindigkeit von näherungsweise 12.800 Kilometern pro Sekunde.
Sie befindet sich neben dem Stern HD 8763. Im selben Himmelsareal befinden sich unter anderem die Galaxien PGC 5359, PGC 5403, PGC 5435, PGC 5517.
Das Objekt wurde am 25. Juli 1890 von dem US-amerikanischen Astronomen Sherburne Wesley Burnham entdeckt.